# Andreas Stjernen
Andreas Stjernen (30 luglio 1988) è un ex saltatore con gli sci norvegese.

## Biografia
In Coppa del Mondo ha esordito il 5 dicembre 2009 a Lillehammer (19°), ha ottenuto il primo podio il 16 febbraio 2013 a Oberstdorf (2°) e la prima vittoria il giorno successivo, nella stessa località. In carriera ha partecipato a tre edizioni dei Campionati mondiali di sci nordico, vincendo due medaglie, e a una dei Mondiali di volo, Oberstdorf 2018, vincendo la medaglia d'oro nella gara a squadre e classificandosi 5º nella gara individuale.
Ai Giochi olimpici di Pyeongchang 2018, sua prima presenza olimpica, ha vinto la medaglia d'oro nella gara a squadre e si è classificato 15º nel trampolino normale e 8º nel trampolino lungo. In quella stessa stagione 2017-2018 si è aggiudicato la Coppa del Mondo di volo.

## Palmarès

### Olimpiadi
- 1 medaglia:
  - 1 oro (gara a squadre a Pyeongchang 2018)

### Mondiali
- 2 medaglie:
  - 1 argento (gara a squadre dal trampolino lungo a Lahti 2017)
  - 1 bronzo (gara a squadre mista a Seefeld in Tirol 2019)

### Mondiali di volo
- 1 medaglia:
  - 1 oro (gara a squadre a Oberstdorf 2018)

### Coppa del Mondo
- Miglior piazzamento in classifica generale: 8º nel 2018
- Vincitore della Coppa del Mondo di volo nel 2018
- 22 podi (8 individuali, 14 a squadre):
  - 8 vittorie (1 individuale, 7 a squadre)
  - 8 secondi posti (4 individuali, 4 a squadre)
  - 6 terzi posti (3 individuali, 3 a squadre)

#### Coppa del Mondo - vittorie
| Data             | Località          | Nazione  | Trampolino                                                                              |
| ---------------- | ----------------- | -------- | --------------------------------------------------------------------------------------- |
| 17 febbraio 2013 | Oberstdorf        | Germania | Heini Klopfer HS213 (con Anders Jacobsen, Tom Hilde e Anders Bardal)                    |
| 23 gennaio 2016  | Zakopane          | Polonia  | Wielka Krokiew HS134 (con Anders Fannemel, Daniel-André Tande e Kenneth Gangnes)        |
| 18 marzo 2017    | Vikersund         | Norvegia | Vikersundbakken HS225 (con Daniel-André Tande, Robert Johansson e Johann André Forfang) |
| 25 marzo 2017    | Planica           | Slovenia | Letalnica HS225 (con Robert Johansson, Johann André Forfang e Anders Fannemel)          |
| 13 gennaio 2018  | Tauplitz          | Austria  | Kulm HS225                                                                              |
| 10 marzo 2018    | Oslo Holmenkollen | Norvegia | Holmenkollen HS134 (con Daniel-André Tande, Johann André Forfang e Robert Johansson)    |
| 17 marzo 2018    | Vikersund         | Norvegia | Vikersundbakken HS225 (con Daniel-André Tande, Johann André Forfang e Robert Johansson) |
| 24 marzo 2018    | Planica           | Slovenia | Letalnica HS240 (con Daniel-André Tande, Robert Johansson e Johann André Forfang)       |

#### Torneo dei quattro trampolini
- 1 podio di tappa[1]:
  - 1 terzo posto